# Adrianus Tollus

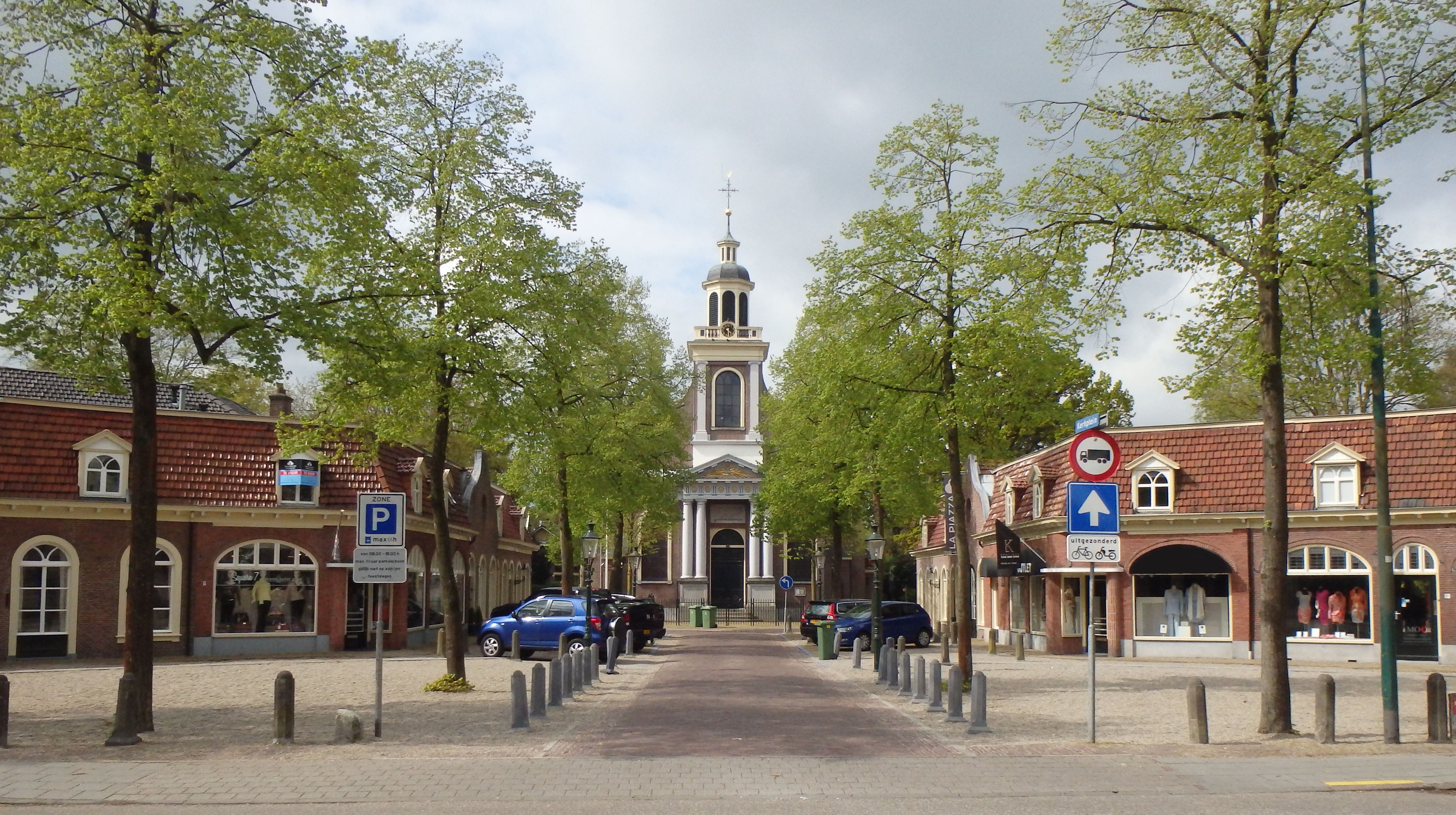
Rijsenburg: Tollus ontwierp zowel de kerk als de huizen op deze foto (2015)

Adrianus Tollus (Den Haag, 19 januari 1783 - Den Haag, 8 januari 1847) was een Nederlandse architect, die bekend werd door zijn neoclassicistische ontwerpen, van met name religieuze gebouwen.

## Biografie
Adrianus Tollus werd geboren als zoon van de Haagse timmerman Hendrik Tollus en gedoopt in de Rooms Katholieke schuilkerk aan de Assendelftstraat, welke hij later zelf zou vervangen door nieuwbouw. Tollus zou in 1818 trouwen met timmermansdochter Maria Johanna Adriana van der Valck. Het paar woonde in de Nieuwe Haven 191 (tevens Tollus' sterfhuis) te Den Haag en ze kregen drie zonen. Met de titel van 'meester in de bouwkunde', doceerde hij vanaf 1796 aan de school van het Burgerweeshuis en Fundatie van Renswoude. In 1801 werd Tollus officieel toegelaten tot het ambt van landmeter. Vanaf 1806 werkte hij als verpondingslandmeter. Zijn eerste opdracht als architect kreeg hij in circa 1808 van Petrus Judocus van Oosthuyse (1763-1818), ambachtsheer van Rijsenburg, die hem de Sint-Petrus'-Bandenkerk liet ontwerpen, alsmede een dorpskern van zestien woningen en een herberg. Ontworpen in de Empirestijl, is de kerk een unicum in Nederland. Rond 1815 werkte Tollus enige tijd als bouwkundig tekenaar, in dienst van de architect Bartholomeus Ziesenis, die verantwoordelijk was voor een verbouwing van het Koninklijk Paleis Noordeinde. Hierdoor kwam Tollus in dienst van het Ministerie van Waterstaat en raakte hij later betrokken bij het maken van ontwerpen van kerken in opdracht van dat ministerie, de zogenaamde waterstaatskerken. Adrianus Tollus wordt gezien als een van de vooraanstaande neoclassicistische bouwmeesters van zijn tijd. Zeven jaar voor zijn dood, werd hij op 5 februari 1840 benoemd tot erelid van de Koninklijke Academie van Beeldende Kunsten in Amsterdam. Na zijn dood werd, ter zijner nagedachtenis, een gedenksteen onthuld boven de ingang van de door hemzelf ontworpen Kapel op de Begraafplaats Sint Petrus Banden in Den Haag.

## Werken
- 1809-1810: Sint-Petrus'-Bandenkerk, zestien woningen en een herberg, Rijsenburg
- 1815-1816: Dorpskerk, 's-Gravenzande
- 1819-1820: Sint-Michaëlkerk, Schalkwijk, kerktoren
- 1821-1822: Sint-Willibrorduskerk, Den Haag (afgebroken)
- 1822-1824: Sint-Jan-de-Doperkerk, Schiedam
- 1824-1825: Pastorie Sint-Willibrorduskerk, Assendelftstraat, Den Haag[2]
- 1829-1830: Begraafplaats Sint Petrus Banden, Den Haag, aanleg begraafplaats[2]
- 1833-1834: Sint-Antonius Abtkerk en pastorie, Kerkwerf, Scheveningen, (afgebroken)[5]
- 1833-1838: Kapel op de Begraafplaats Sint Petrus Banden, Den Haag[2]

## Galerij

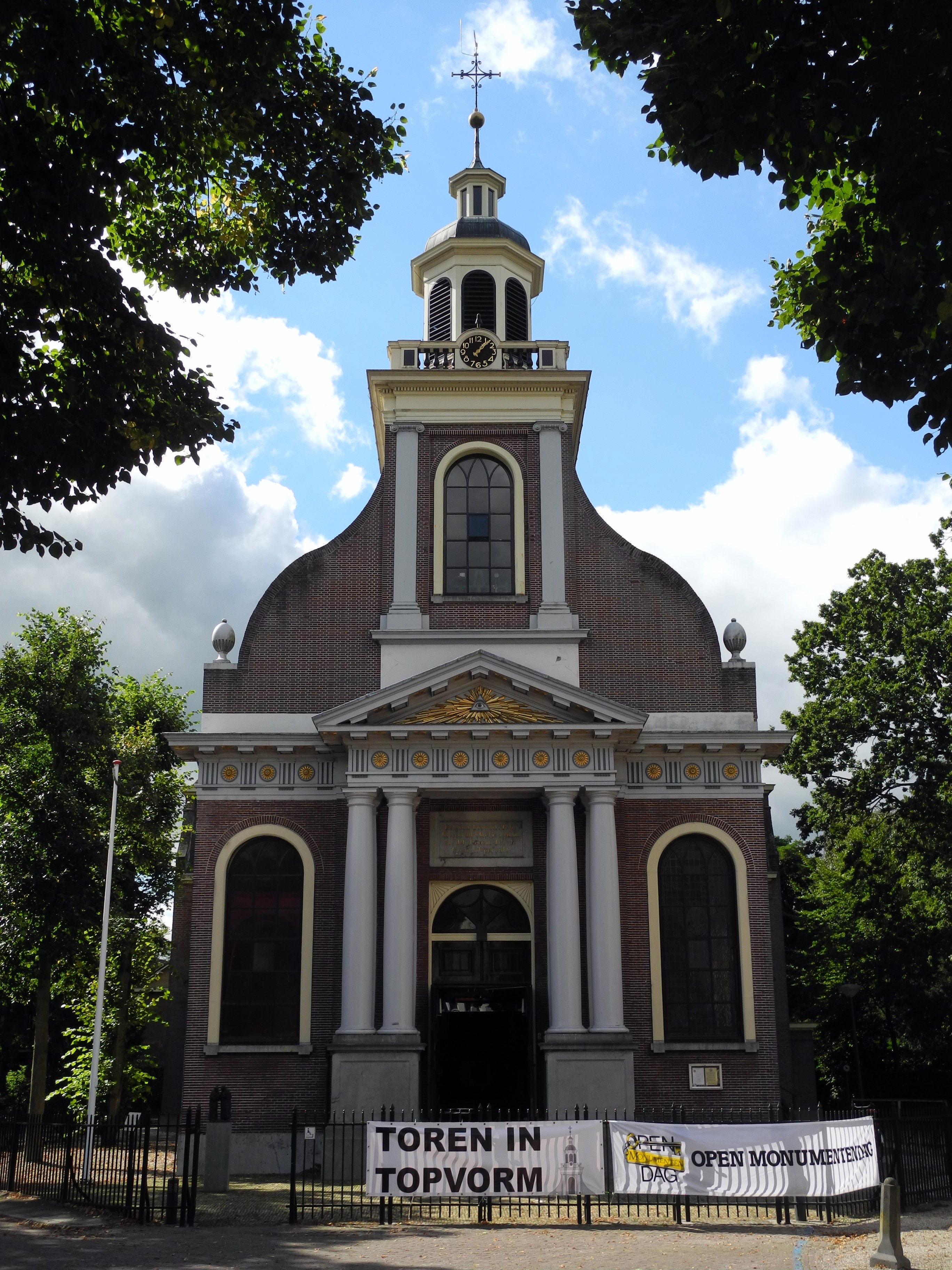
Sint-Petrus'-Bandenkerk, Rijsenburg
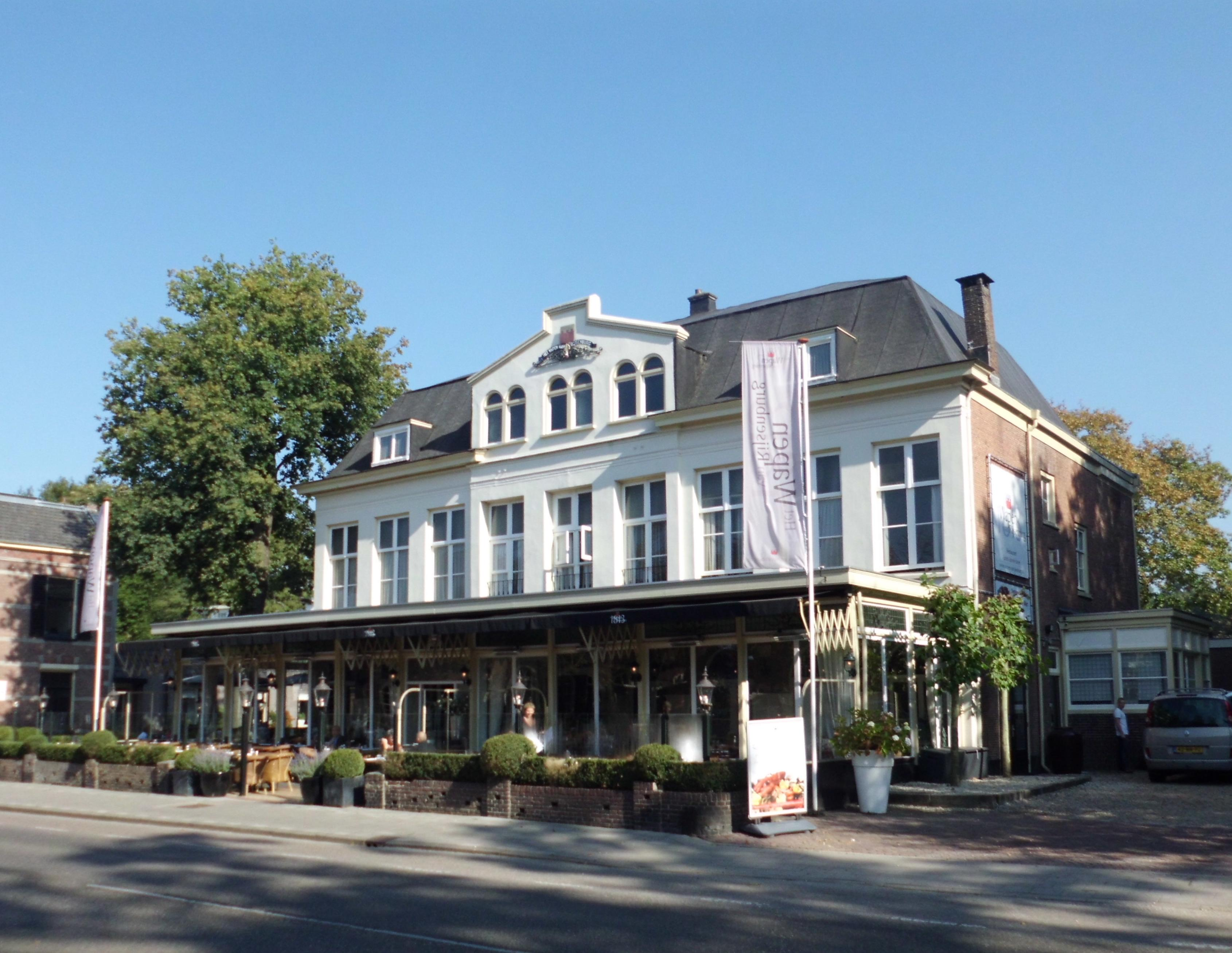
Hotel 'Wapen van Rijsenburg', Hoofdstraat 83, Rijsenburg
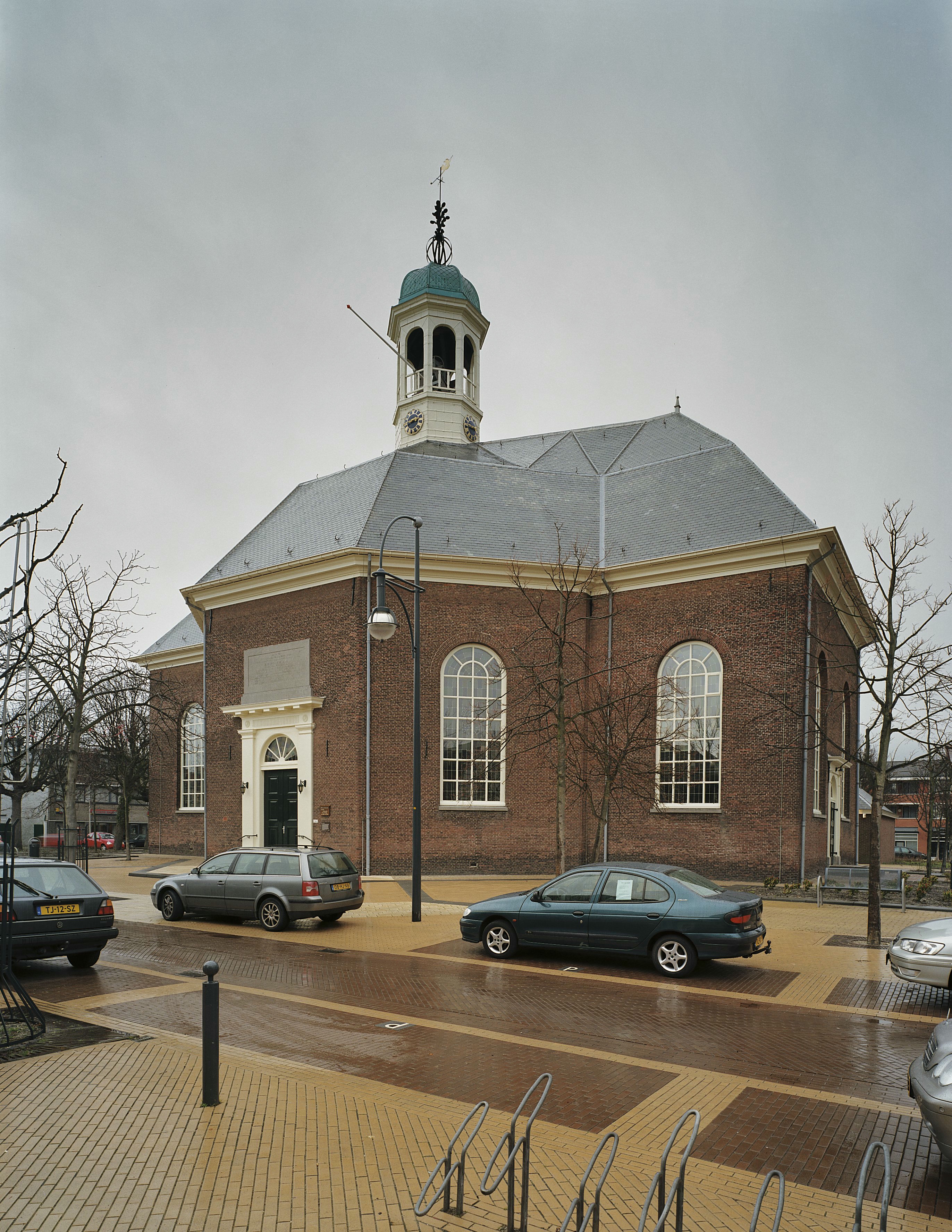
Dorpskerk, 's-Gravenzande
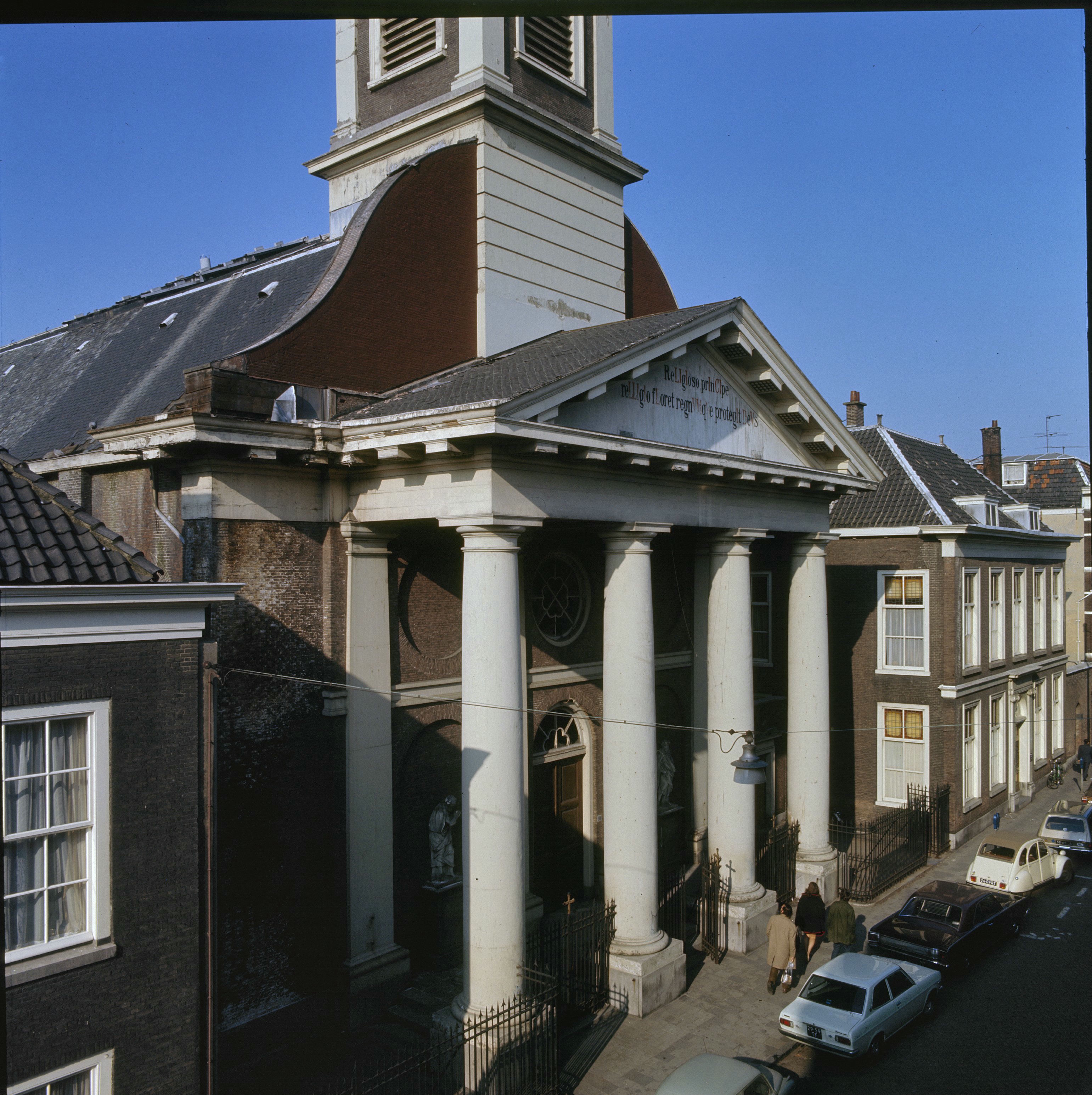
Sint-Willibrorduskerk in de Assendelftstraat, Den Haag, vóór de afbraak. Met rechts de nog bestaande pastorie op nummer 49
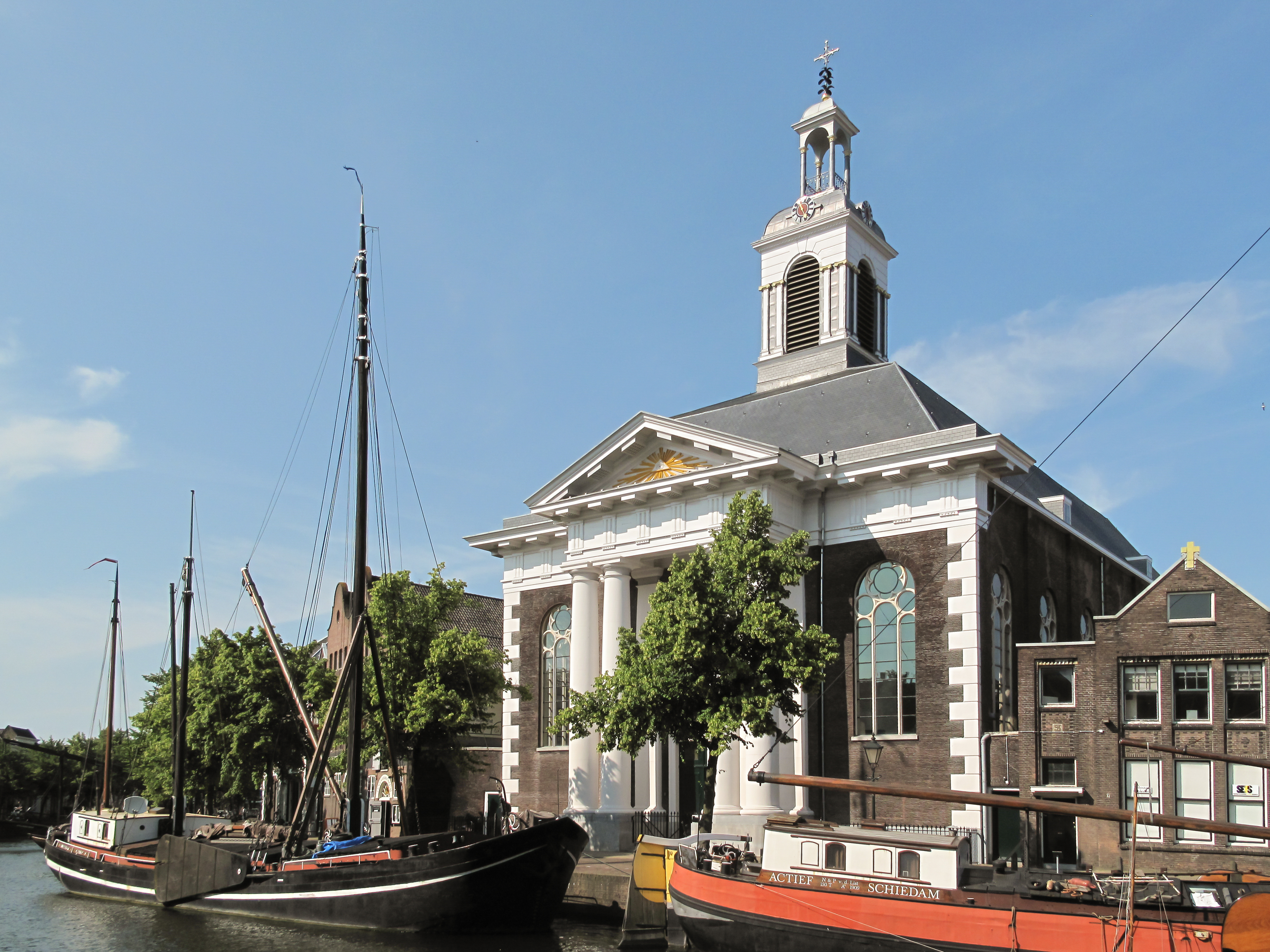
Sint-Jan-de-Doperkerk, Schiedam
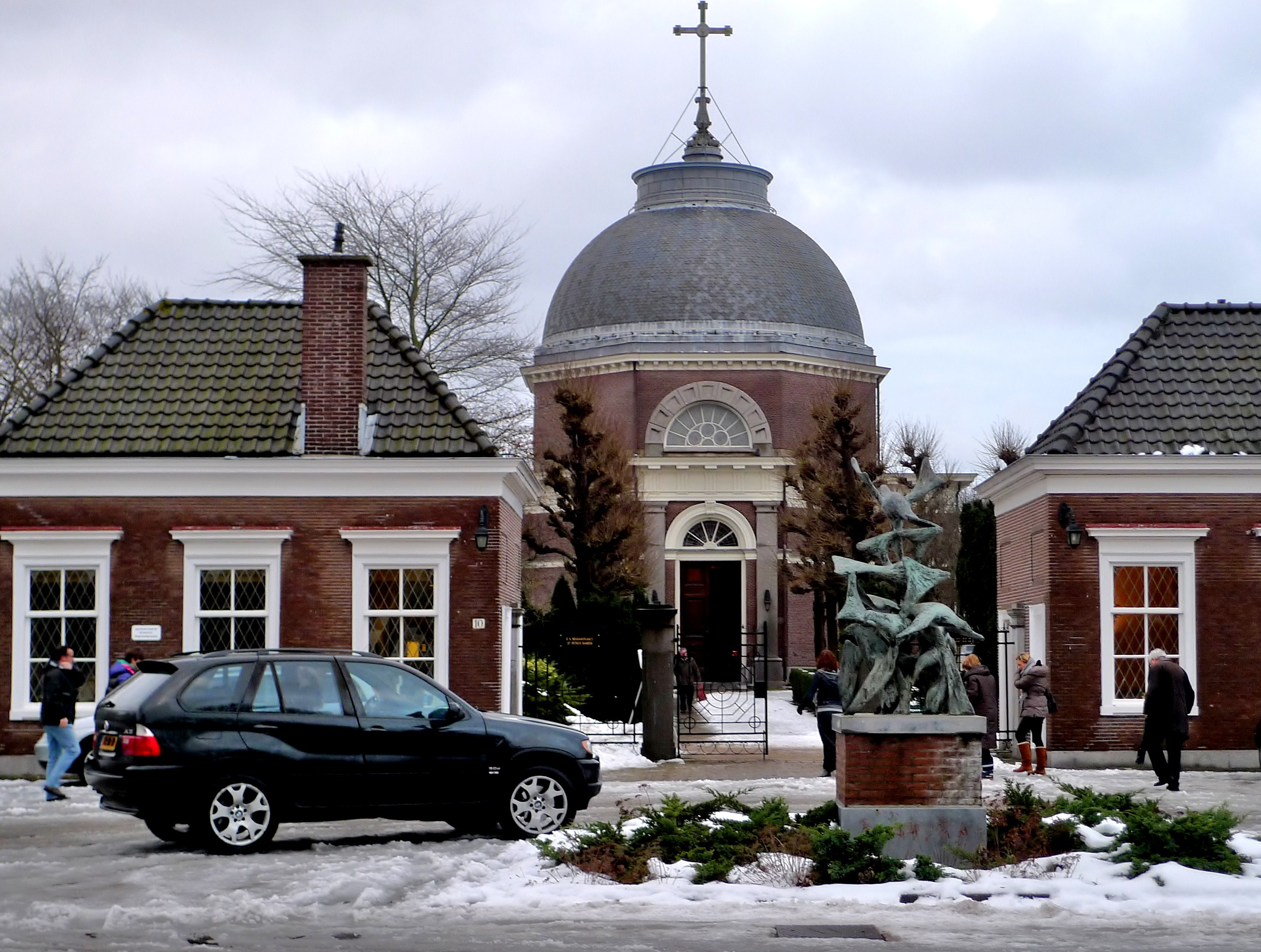
Begraafplaats Sint Petrus Banden, Den Haag, aanleg begraafplaatsaanleg begraafplaats